# Soestdijk

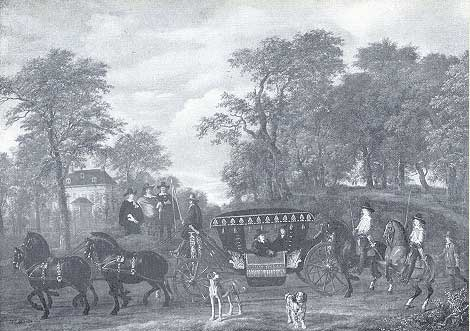
Cornelis de Graeff in Soestijk, målning av Jacob van Ruysdael

Soestdijk är ett av nederländska kungafamiljens fyra officiella palats och ligger utanför Baarn. Det var prinsessan sedermera drottning Julianas och prins Bernhards hem i över 60 år.

## Bakgrund
Under den franska invasionen 1795 blev palatset krigsbyte och användes som värdshus åt franska trupper. När Louis Bonaparte blev nederländsk kung tog han över kontrollen och byggde ut det. 1815 gavs åt Vilhelm II av Nederländerna för hans insatser vid slaget vid Waterloo. 1842 berikades det med nyklassiska möbler från hans tidigare palats i Bryssel, nuvarande Paleis der Academiën.
Soestdijk blev den nederländska statens egendom 1971, även om det användes som drottning Julianas och prins Bernhards hem till deras död 2004. Det stod därefter tomt och oanvänt i över ett år innan det öppnades för allmänheten.